# 엔젤로보틱스

## 회사소개
엔젤로보틱스 (Angel Robotics)는 2017년 설립된 대한민국의 대표 웨어러블 로봇 기업이다. ‘기술로 사람의 능력을 재창조한다’는 사명을 바탕으로 다양한 로봇 제품의 연구 및 개발, 상용화까지 진행 중에 있으며, 헬스케어 시장을 주 타깃으로 국방 및 산업체 안전에 이르기까지 다양한 영역으로 사업을 확장하고 있다. 
엔젤로보틱스의 핵심 기술은 인간과 로봇이 자연스럽게 상호 작용하고 마치 한몸처럼 움직일 수 있는 상호 연결성 구현에 있으며, 이를 위해 1) 인간행동 의도파악 기술, 2) 정밀한 힘 제어가 가능한 구동기 설계 및 제어 기술, 3) 인간적응형 보행궤적 및 보조력 생성 기술 등 엔젤로보틱스의 독자적인 기술력을 기반으로 제품을 개발하고 있으며 부품의 내재화에도 추진 중에 있다. 이런 기술력을 바탕으로 신체 일부가 불편한 장애인들이 로봇 등의 생체 공학 보조장치를 통해 경기를 겨루는 방식으로 진행하는 국제 대회, 사이배슬론(Cybathlon)에서 2회 연속 (2020년, 2024년) 금메달을 수상하며 엔젤로보틱스의 기술력을 입증했다. 
대표 제품으로는 뇌졸중, 파킨슨 등 불완전 하지 마비 환자를 위한 재활 웨어러블 로봇 엔젤렉스 M20, 일상으로의 복귀를 위한 근력 보조 웨어러블 로봇 엔젤슈트, 그리고 다양한 산업 안전 환경에서 활용 가능한 Angel X가 있다. 특히, 엔젤렉스 M20은 웨어러블 로봇 중 2022년 12월 최초 3등급 의료 기기 인증을 받아 의료 급여가 적용(MM304) 중이며, 다양한 임상적 효과와 논문 자료로 검증이 되어 상급종합병원을 포함한 다양한 의료기관에서 도입하여 활용하고 있다. 
2024년 3월 엔젤로보틱스는 웨어러블 로봇 분야 기술력을 인정받아 코스닥 시장에 상장하였다. 해외 사업 진출을 위해 글로벌 인증을 진행 중에 있으며, 병원에서의 재활치료가 지속적인 홈 헬스케어로 이어질 수 있도록, 재활의 전 주기를 아우르는 ‘커넥티드 헬스케어’ 기반의 사업을 추진 중에 있다.

## 연혁
2017.02 주식회사 SG로보틱스 설립
2017.05 LG전자 Seed 투자
2018.08 ㈜엔젤로보틱스 사명 변경
2019.12 2019 올해의 대한민국 로봇 기업 수상 (개인 서비스 로봇 부문)
2020.01 Series A 97억원 투자 유치
2020.11 국제 사이보그 올림픽 (Cybathlon) 전동형 외골격 종목 금메달, 동메달 수상
2020.12 2020 올해의 대한민국 로봇 기업 수상 (개인 서비스 로봇 부문)
2021.07 Series B 180억원 투자 유치
2021.12 2021 올해의 대한민국 로봇 기업 수상 (개인 서비스 로봇 부문)
2022.05 말레이시아 의과대학 UiTM(Universiti Teknologi MARA)과 전략적 협약(MOA) 체결 및 대한재활병원에 엔젤렉스 M20 보급
2022.08 근력 보조를 위한 웨어러블 슈트 'ANGEL X' 출시
2022.10 'ANGEL X' 국방부 2022년 하반기 우수상용품 시범사용 대상 제품 선정
2022.12 'ANGEL X' 美 FDA 등록
2022.12 엔젤렉스 M20 의료기기 3등급 품목허가
2022.12 2022 올해의 대한민국 로봇기업 수상 (개인 서비스 로봇 부문)
2023.02 연세대학교 재활학교와 보행 훈련 로봇공급 계약 및 업무 협약 체결
2023.08 Series C 100억 투자 유치
2023.09 LIG넥스원 웨어러블 로봇 실용화를 위한 MOU 체결
2023.12 2023 올해의 대한민국 로봇기업 수상(개인 서비스 로봇 부문)
2024.03 코스닥 시장 상장 
2024.04 플래닛하남 생산시설 개소
2024.07 플래닛대전 선행연구소 개소
2024.07 엔젤렉스 M20, ‘뇌성마비 아동의 웨어러블 로봇을 이용한 지상 보행 훈련’ JAMA Network Open에 논문 개제
2024.07 조남민 신임대표 선임
2024.10 제3회 국제 사이보그 올림픽 (Cybathlon) 전동형 외골격 종목 금메달 수상 (2회 연속)
2024.12 2024 올해의 대한민국 로봇기업 수상(개인 서비스 로봇 부문)

## 제품군
angel MEDI
MEDI는 보행재활치료를 위한 웨어러블 제품으로 현재 판매되는 제품은 ‘엔젤렉스 M20’이다. angel MEDI의 첫번째 제품인 엔젤렉스 M20은 지면 보행이 가능한 외골격 보행 보조 로봇으로, 근육 및 운동 기능의 재활 및 치료를 위해 사용되는 보행 재활 훈련용 로봇이다. 불완전 하지마비 환자가 보행 의도를 가지고 보행을 시도하는 경우, 보행 의도를 파악하고 적절한 힘 보조력을 계산해 제공함으로써 착용자의 재활 보행 훈련을 돕는 방식으로 작동한다. 주요 목표 시장은 병원/요양원 등 전문기관과 전문 서비스 시장이며, 병원향 B2B 비지니스를 활발히 전개 중이다 착용자의 체형에 맞춰 길이 조절이 가능하고 국내 재활 치료 환경을 고려해, 쉽고 빠른 탈부착이 가능하므로 주어진 재활 세션의 많은 시간을 보행 재활 치료에 온전히 활용할 수 있다. 제품 크기가 대형과 소형으로 나뉘어 환자 신장(115cm~190cm)별로 편리하게 활용이 가능하며, 환자의 동작 데이터를 수집/분석한 보행분석 리포트도 제공한다. 의료기기 인증 및 의료보험 수가 적용이 가능해지면서. 엔젤렉스 M20은 Y대학병원, S병원, BS대학병원 등 상급종합병원과 종합병원, 일반병원, 요양병원에 판매되어 환자의 재활훈련에 활용되고 있다. 
angel SUIT
SUIT 제품군은 수술 후 재활 등 병원에서 가정으로 일상생활 복귀를 위해 재활치료를 필요로 하는 경증 보행장애 환자를 위한 웨어러블 로봇이다. 착용자의 행동 의도와 상태에 따라 부족한 힘을 보조하는 AI기반 힘 제어 기술 적용되었으며, 실내외 다양한 지면 환경에서 보행 재활 치료 및 훈련이 가능하다. 별도의 애플리케이션을 통해 착용자의 상태 모니터링 및 전문 동작 분석 리포트가 제공되고 세부 훈련 모드 설정 등 로봇 제어를 할 수 있다. 2025년 상반기 엉덩 관절 보조용 angel SUIT H10이, 향후 무릎 관절 보조용인 SUIT K10을 출시 예정이다. 
angel GEAR
GEAR 제품군은 산업 현장에서 반복적인 신체 노동을 하는 작업자들의 허리 부상 등의 근골격계 부상을 예방하기 위한 무동력형 웨어러블 보조 슈트다. 대표 제품으로는 허리 보조를 위한 ‘ANGEL X’가 있다. 근로 현장에서 유지보수가 쉽도록 배터리나 구동기를 사용하지 않는 것이 특징이며 근로자의 다양한 동작과 근로 환경에서 최적화된 성능을 발휘할 수 있도록 다양한 제품 출시를 목표로 하고 있다. 
angel KIT
KIT 제품군은 오랜 기간의 웨어러블 로봇 기술 연구를 바탕으로 개발한 고도의 정밀성과 반응성을 갖추고 있는 웨어러블 로봇 부품 브랜드다. 이 부품들은 로봇 시스템의 핵심 구성요소로 활용되며, 주요 제품에는 관성측정 모듈(IM10), 구동기 모듈(AM10), 모터드라이버(MD10), 구동기-드라이버 일체형 모듈(스마트 구동기, SAM10) 등이 포함된다. 특히 모듈성과 호환성이 뛰어난 동시에 인공지능(강화학습) 기반의 로봇 시스템에 특화되어 새로운 로봇 솔루션을 개발하기 용이하게끔 설계되었다. 

## 홈페이지
엔젤로보틱스 - 공식 웹사이트